# مایلز مانیتور
مایلز مانیتور (به انگلیسی: Miles M.33 Monitor) یک هواپیمای بریتانیایی بود که تنها ۲۲ فروند از آن ساخته شد. این پروژه که در آغاز با نام ام-۳۳ بعنوان بمب افکن متوسط برای نیروی هوایی سلطنتی بریتانیا ساخته شد، با ناموفق بودن آن، تبدیل به هدف هوایی شد تا پدافند انگلستان با آن تمرین کند.